# Candida diversa
Candida diversa är en svampart som beskrevs av Y. Ohara, Nonom. & Yunome ex Uden & H.R. Buckley 1970. Candida diversa ingår i släktet Candida, ordningen Saccharomycetales, klassen Saccharomycetes, divisionen sporsäcksvampar och riket svampar.   Inga underarter finns listade i Catalogue of Life.